# Bousignies-sur-Roc
Bousignies-sur-Roc is een gemeente in het Franse Noorderdepartement (regio Hauts-de-France) en telt 403 inwoners (2005). De plaats maakt deel uit van het arrondissement Avesnes-sur-Helpe.

## Geografie
De oppervlakte van Bousignies-sur-Roc bedraagt 12,2 km², de bevolkingsdichtheid is 33,0 inwoners per km².
De onderstaande kaart toont de ligging van Bousignies-sur-Roc met de belangrijkste infrastructuur en aangrenzende gemeenten.

## Demografie
Onderstaande figuur toont het verloop van het inwonertal (bron: INSEE-tellingen).